# Nīchkūh
Nīchkūh (persiska: نيچكوه) är en ort i Iran.   Den ligger i provinsen Mazandaran, i den norra delen av landet, 70 km norr om huvudstaden Teheran. Nīchkūh ligger 2 098 meter över havet och antalet invånare är 389.
Terrängen runt Nīchkūh är varierad. Runt Nīchkūh är det ganska glesbefolkat, med 39 invånare per kvadratkilometer. Närmaste större samhälle är Varāzān, 18,0 km öster om Nīchkūh. Trakten runt Nīchkūh består i huvudsak av gräsmarker.